# جون كوستر
جون كوستر (بالإنجليزية: John Coster)‏ هو سياسي نيوزلندي، ولد في 1838، وتوفي في 17 ديسمبر 1886. انتخب عضو مجلس النواب النيوزيلندي.